# Calliostoma selectum
Calliostoma selectum là một loài ốc biển kích thước trung bình-nhỏ, là động vật thân mềm chân bụng sống ở biển thuộc họ Calliostomatidae.

## Phân bố
- New Zealand